# مسلم بن نفل
مسلم  بن نفل بن علي ربعات المسهلي الكثيري (2013- 1938) سياسي وشاعر عماني أسس جبهة تحرير ظفار والتي كانت القوة المتمردة الرئيسية في جنوب عمان في ستينيات القرن العشرين. كما كان شخصا بارزًا في قبيلة الكثيري ذات نفوذ في ظفار.

## نشاطه السياسي
في عام 1963، سافر مسلم بن نفل، الذي كان أحد أفراد أسرة السلطان العماني، لمقابلة منشقين عمانيين آخرين يعيشون في الدمام في المملكة العربية السعودية، والذين فشلوا مرتين في إقامة إمامة منفصلة في شمال البلاد. أسس مسلم بن نفل جبهة تحرير ظفار وقاد عمليات حرب العصابات عند عودته من العراق والمملكة العربية السعودية في وقت لاحق في عام 1963. على الرغم من أن جبهة تحرير ظفار انتظرت حتى عام 1965 قبل إعلان حركتها لكنها انتظرت حتى الانسحاب البريطاني من عدن المجاورة في عام 1967 قبل تلقي مزيد من الدعم من جمهورية اليمن الجنوبي الديمقراطية الشعبية الماركسية المعلنة حديثا. وفقا لتقارير رسمية في فبراير 1966، أصيب مسلم بن نوفل بجروح خطيرة أثناء محاولته تهريب أسلحة من المملكة العربية السعودية إلى عمان، وقد اعترضت القوات المسلحة العمانية القافلة التي كان يقودها ودمرت جميع المركبات.
في عام 1968، قرر مؤتمر لكبار قادة فصائل التحرير المختلفة اختيار نهج أكثر ماركسية لتحقيق النجاح ضد العائلات المالكة المدعومة من الغرب. رفض مسلم بن نفل وقادة رئيسيين آخرين في جبهة تحرير ظفار التوجه الماركسي المعادي لبريطانيا، واختاروا التمسك بأجندة قومية وانفصالية أكثر تحديدا في ظفار. بعد إزاحة السلطان سعيد بن تيمور ووصول ابنه السلطان قابوس بن سعيد في عام 1970، تحالف العديد من أعضاء المجموعة القيادية الأصلية (بما في ذلك مسلم بن نفل ويوسف بن علوي بن عبد الله) مع السلطان الجديد الأقل تشددا وأكثر تحضرا.

## الاعفاء السلطاني عنه
بعد ذلك، عفا السلطان قابوس عن جميع المعتقلين من المتمردين الذين صدرت بحقهم أحكام بالإعدام والسجن المؤبد أو لفترات طويلة. كما أنشأ السلطان قوات عسكرية شبه نظامية تحت إشراف الحكومة سماها قوات الفرق الوطنية. ضم إلى هذه الفرق المتمرّدين ورجال قبائل إقليم ظفار. رفض مسلم بن نفل تسلم قيادة هذه القوات رغم إلحاح السلطان قابوس، كما رفض أي منصب وزاري وعاش بقية حياته في ظفار مواطناً عادياً حتى وفاته.

## وفاته
توفي في 7 يوليو 2013، وصلي عليه بجامع السلطان قابوس.